# 阿當·莊臣 (足球員)
阿當·莊臣（英語：Adam Johnson，1987年7月14日—）是一名英格蘭職業足球員，司職翼鋒，左腳球員但能勝任左、右翼鋒，最後效力球會為新特蘭。

## 球員生涯

### 球會
阿當·莊臣出身於米杜士堡，曾被外借到列斯聯及屈福特，重返米杜士堡後開始受到重用，更於2009年，球會降班至英冠後成為球隊主力，在這賽季為球隊共出場了28次，取得12個入球。這出色的表現吸引了英超球會車路士及曼城的關注。最終於2010年1月轉投曼城，轉會費未有公佈，估計大約為700萬英鎊，穿上11號球衣。及後轉投新特蘭，直至2016年3月因性罪行而被解約。
阿當·莊臣於2019年3月22日獲准提前出獄，未知其足球隊事業會否延續，他曾在獄中表示盼望到海外發展。

### 國家隊
阿當·莊臣曾代表U19及U21，更入選了英格蘭U21參加在瑞典舉行2009年歐洲U-21足球錦標賽決賽週最後23人大軍名單。
在曼城出色的表現使他於2010年5月24日獲得首次代表英格蘭國家隊上陣，在溫布萊球場友賽墨西哥後補上陣5分鐘。2010年9月3日，阿當·莊臣於2012年歐洲國家盃外圍賽主場對保加利亞的賽事中後備上陣，並攻入在國家隊的首個入球，協助英格蘭大勝4-0。
國際賽入球
| #  | 日期         | 場地                       | 對賽球隊 | 入球  | 戰果  | 競賽               |
| -- | ------------ | -------------------------- | -------- | ----- | ----- | ------------------ |
| 1. | 2010年9月3日 | 英格蘭倫敦溫布萊球場       | 保加利亚 | 3 – 0 | 4 – 0 | 2012年歐國盃外圍賽 |
| 2. | 2010年9月7日 | 瑞士巴塞尔圣雅各布公园球场 | 瑞士     | 2 – 0 | 3 – 1 | 2012年歐國盃外圍賽 |

## 入獄
2015年3月，阿當·莊臣被逮捕，並被控與15歲女球迷發生性行為。2016年2月，他承認對他的兩項指控，隨後被新特蘭解僱，翌月被判入獄6年，並需繳付5萬鎊訴訟費。他於2019年3月22日獲准提前出獄。

## 外部連結
- 足球数据库：阿當·莊臣的球员统计数据
- 曼城官方 阿當·莊臣檔案 （页面存档备份，存于）
- 英格蘭足總：阿當·莊臣 （页面存档备份，存于）